# 鹿田正明
鹿田 正明（しかた まさあき/まさあきら）は幕末加賀藩の洋学者。通称は文平。
若くして父の自刃により士分を失い、医師を目指して京都・大坂・江戸で医学・蘭学を学んだが、この間西洋兵学にも興味を持ち、黒船来航以後その必要性が実感されると、再び藩士に取り立てられ、壮猶館・七尾軍艦所等で西洋兵書の翻訳・講義、台場の建造、軍艦の操練等に従事した。

## 生涯

### 修学
文化12年（1815年）加賀国金沢に加賀藩士鹿田正復の長男として生まれた。天保2年（1831年）父が某事件のため自害し、士分を失ったため、医師を目指して京都に上り、究理堂小石玄瑞に医学・蘭学を学んだ。
天保11年（1840年）頃大坂で適塾緒方洪庵に入門し、弘化2年（1845年）10月26日小森桃塢塾生等と行われた腑分けでは胸部の執刀を担当した。
その後江戸で洪庵の師日習舎坪井信道に学び、嘉永4年（1851年）1月松代から江戸に出て来た村上英俊の私塾で仏学を学んだ。この頃には西洋兵学に興味を持ち、嘉永2年（1850年）『海軍要略』を翻訳したほか、佐久間象山と知り合い、その『ドゥーフ・ハルマ』増補出版事業に関与した可能性がある。
金沢に帰郷後、嘉永6年（1853年）人持組永原久兵衛手医師となり、50石を給された。4月江戸に再留学するため北国街道を南行中、松代藩主真田幸教に呼び止められ、兵書の翻訳に従事した。

### 加賀藩出仕
嘉永6年（1853年）の黒船来航を受け、加賀藩でも西洋兵学の重要性が認識され、西洋流火術方役所が設立されると、嘉永7年（1854年）6月金沢に召喚され、閏7月士分に復帰し、60万石を給された。8月同役所が壮猶館と改称されると、引き続き西洋兵書翻訳方・訳書会読方を務め、安政4年（1857年）5月西洋原書素読方・会読稽古教授方に転じた。
安政4年（1857年）8月能登国・越中国沿岸で砲台築造方調査を行い、文久2年（1862年）9月宮腰台場の築造を命じられた。
文久3年（1863年）1月軍艦方を兼ね、藩が発注したイギリス製軍艦発機丸を受け取るため横浜に出向き、6月蒸気器械調理方として乗り込み、7月12日函館で大島高任と会談し、七尾軍艦所に帰着した。12月80石に加増された。
元治元年（1864年）6月大筒方裁許を兼ね、8月長州征討が勃発すると、浅井和太夫の指揮下で安芸国広島まで出陣した。終結後、元治2年（1865年）1月大砲付属品等積込船に取締方として乗り込み、大坂に回送し、2月帰郷し、壮猶館・軍艦方に復帰した。
この間時勢は蘭学から英学へ移行しており、慶応2年（1866年）2月軍艦所で英書教授方を務め、9月大筒方御歩小頭となり、100石に加増された。慶応4年（1868年）3月藩主近習の西洋兵書稽古方を務め、6月洋算稽古教授方を兼ねた。
明治維新後も金沢藩に仕え、明治2年（1869年）3月三等上士、4月学校寮英学三等教師・翻訳方専務、10月陣営次長、11月29日権少属、12月文学三等教師となった。明治3年（1870年）1月17日新年度洋学開講始でAsa Smith,Smith's Illustrated Astronomy（『斯密多氏天象解』）を講じた。
藩校の再編が進む中、明治4年（1871年）1月6日死去し、菩提寺寺町本覚寺ではなく、野田町野田山墓地に葬られ、6月永井政時撰、橋健堂書の墓碑が建てられた。

## 著書
『海軍要略』
アンリ＝ジョセフ・ペクサンの蘭訳書Proefnemingen, gedaan door de Fransche Marine omtrent de Bombe-Kanons（『仏海軍ボンカノン砲実験』）を嘉永2年（1849年）重訳したもの。佐藤堅司が佐久間象山写本を蔵した。
『広益英倭字典』
堀越亀之助編『改正増補英和対訳袖珍辞書』の増補改訂。晩年起稿し、死後門弟大屋愷㪉、田中正義、中宮誠之等に引き継がれ、明治7年（1874年）刊行された。
墓誌には著書として『比律中外貨幣篇』、訳書として『戦闘紀事』『攻守略説』『天象解』が挙げられている

## 「忠孝廉節四大字歌」
明治2年（1869年）8月25日藩校明倫堂で詩会が催され、堂内に掲げられていた閩人林㷆書「忠孝廉節」扁額が課題とされた際、英学教師として英詩と漢詩の対訳に挑戦した。オランダ語の癖でú、ÿの綴りを用いるなど英文としての欠陥は多いが、専ら実用目的で学んだ英語を文学の対象とし、押韻も試みていることや、「忠孝連節」各字に対する訳語選択の点で注目される。
```
In the oúr high Academÿ!
Are súspended foúr letters, namelÿ!
Patriotism, obdience, púre and integritÿ!
ÿoúr schorar take in mind night and daÿ!
First two qúench an retainers and sons waÿ!
least two edúcate the oúr world dútÿ!
The chinese foúr and six classics!
All are contained this foúr letters!
```

```
忠孝廉節字 標出大講堂
汝等生徒輩 日夜
銘肝腸
懐毋忘
初節臣子道 下節操心方
四書六経誨 括蔵此一綱
```

## 親族
先祖は美作国出身。父鹿田文平正復は加賀藩足軽小頭として50石を給されていたが、天保2年（1813年）事件により自害した。
安政4年（1857年）越中泊町医稲坂安仙の娘で、壮猶館の上司黒川良安の養女と結婚したが、2年後に死去したため、文久元年（1861年）加賀藩士吉田林平妹を娶り、長男直太郎、次男友次郎、一女（原昌達妻）を生んだ。大正9年（1920年）1月6日鹿田正省により正明の墓石が建てられている。
金沢市石引町在住の子孫鹿田啓介は、蒸気船一番丸図、湿板写真、寺中台場平面図等を蔵し、また4世孫に金沢工業大学教授鹿田正昭がいる。